# Honor Crowley
Honor Mary Crowley (geborene Honor Mary Boland, * 19. Oktober 1903 in Dublin; † 18. Oktober 1966 in Tralee, County Kerry, Irland) war eine irische Politikerin der Fianna Fáil und gehörte als Teachta Dála (Abgeordnete) von 1945 bis 1966 dem Dáil Éireann, dem Unterhaus des irischen Parlaments, an.

## Biografie
Honor Mary Crowley ist eine von fünf Töchtern des Politikers und Olympiasiegers 1996 John Pius Boland (1870–1958). Crowley arbeitete als Sozialarbeiterin im südlichen Kerry. Sie war seit 1939 mit Frederick Crowley verheiratet, der für die Fianna Fáil seit September 1927 im Dáil saß. Als Frederick Crowley im Mai 1945 starb, trat Honor Crowley im Dezember 1945 zur Nachwahl im Wahlkreis Kerry South an und wurde gewählt. Sie konnte den Sitz bei den Wahlen 1948 und bei den Wahlen 1951 und 1954 halten. Von 1954 bis 1957 war sie Mitglied und Vertreterin Irlands in der Parlamentarischen Versammlung des Europarats.
Bei den Wahlen 1957, 1961 und 1965 verteidigte sie ihren Sitz im Dáil. Sie verstarb noch während ihrer Amtszeit als Parlamentarierin.
Ihre Schwester Bridget Boland war Dramaturgin und Romanautorin.